# 述異記 (祖沖之)
述异记，南朝齐祖冲之所撰志怪小说集。
祖冲之，字文远，范阳郡迺县（今河北省涞水县）人，南北朝数学家。历仕南朝宋、南朝齐两朝，任南徐州迎从事、娄县令、长水校尉等职。《述異記》此書在《隋书·经籍志》、《旧唐书》、《新唐书》均著录，均作十卷。《新唐书》入小说家类。宋朝后史志不载，当在宋朝佚失。古无辑本，佚文存唐宋诸类书。《旧小说》甲集辑八条。鲁迅《古小说钩沉》辑九十条。
主要记晋宋间鬼怪妖异、预知吉凶等事，也有民间传说。往往以虚幻的形式，反映现实人生问题，情节较为完整，形象也较有个性特色，以灵幻奇闻为胜。故事大都完整，叙事状物，亦曲尽其致，文字雅洁。《述异记》虽以志怪为宗旨，然内容颇杂。其中如陆机命犬“黄耳”传书故事，并无迷信色彩，且颇为人们所乐道。王仲德出猎遇鹤故事亦不具迷信色彩，虽写动物，也颇有人情。《述异记》中写鬼也写神仙灵异。写鬼的故事，多把鬼写得或诙谐幽默，或善良多情，而少有残暴凶险的；书中所记的神仙灵异要么是扶人危困，助人长寿，表现了与人为善的性格特点。
有与此书名相同的是宋代始见于著录的南朝梁代任昉《述异记》，书中个别故事如“金鸡石”、“苏家犬歌”、“苟瑰遇仙”、“浮石化女”等与祖冲之书所载略同，其内容重见者，只有《梦口穴》、《园客》、《荀瑰》、《朱休之》、《历阳湖》、《封邵化虎》、《吴龛》等少数几条。应当是由于类书引用时未著撰人，遂使辑佚者难定归属所致。与任昉的《述异记》相比，它有较完整的故事，描写也较细腻，其中形象也较有个性和特点。祖氏《述异记》所取得的思想和艺术上的成就，使它成为同时代同类小说中的较优秀之作。

## 相关
- 《述異記 (任昉)》
- 述異記 (东轩主人)（日语：述異記 (東軒主人)）